# Шері Каррі
Шері Енн Каррі (англ. Cherie Ann Currie; нар. 30 листопада 1959, Лос-Анджелес, Каліфорнія) — американська співачка, музикантка, авторка пісень, акторка, кінопродюсерка та різьбярка по дереву. У середині 1970-х ведуча вокалістка в жіночому хард-рок гурті The Runaways. Авторка мемуарів.

## Життєпис
Шері Енн Каррі народилася в Енсіно, Каліфорнія, сім'ї Дона Каррі та акторки Мері Гармон; у неї дві сестри: акторка Сондра і сестра-близнючка Марі.

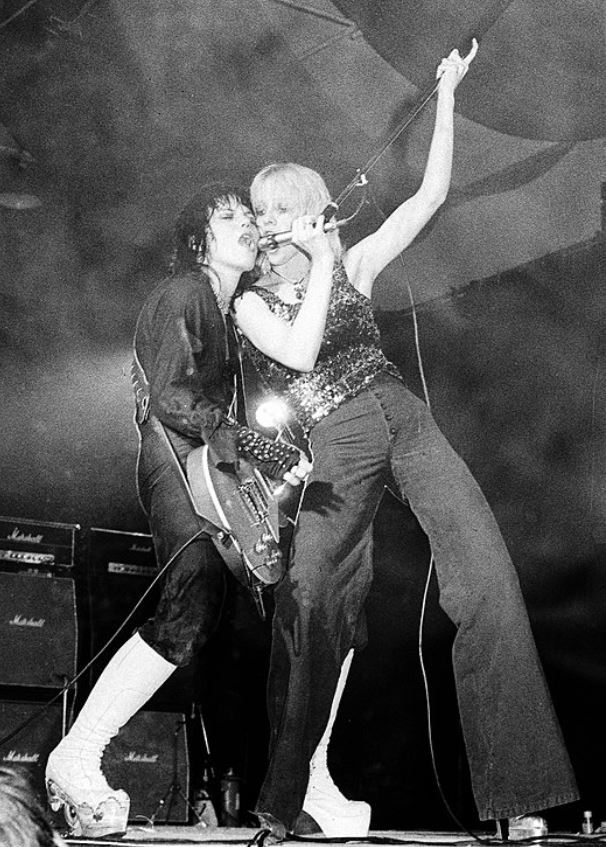
Черрі Керрі та Джоан Джетт виступають з The Runaways на Brumrock '76, Бірмінгем

Першим кумиром Шері був Девід Боуї: побувавши на його концерті, вона підстриглася і розфарбувалася під тодішній імідж артиста, нанісши і смугу на обличчя, а-ля Aladdin Sane. У клубі English Disco вона познайомилася з Кімом Фоулі і Джоан Джетт; ті запросили її на прослуховування до свого нового гурту і під враженням від її виступу (з власною піснею) на місці написали пісню «Cherry Bomb», що згодом стала підлітковим гімном. Так Шері Каррі, якій ще не було 16-ти, стала учасницею The Runaways, де її колегами були, крім Джоан Джетт, Літа Форд, Сенді Вест і Джекі Фокс. Журнал «Bomp!» описав її як «втрачену доньку Іггі Попа і Бріжіт Бардо». На виступи 16-річної Каррі в нижній білизні приходили натовпи чоловіків. Вона опише сексуальне насильство в часи своєї юності в своїй автобіографії.
Ходили чутки, що вона вживала заборонені препарати, і через це гурт розпався. Після трьох альбомів із Runaways (The Runaways, Queens of Noise, Live in Japan) Каррі приступила до запису сольних альбомів (Beauty's Only Skin, Deepand Messin' спільно зі своєю сестрою Марі).
Потім працювала акторкою. Знялася в таких фільмах, як «Лисиці», «Паразит», «Довжина хвилі», «Сутінкова зона», «Заможна дівчинка» та інші.
Була одружена з актором Робертом Гейзом у 1990-их роках, народила сина Джейка Гейза. Наразі вони розлучені .
Написала мемуари про свій підлітковий вік «Neon Angel: Спогади про Runaways». Сюжет розповідає про її неблагополучну сім'ю, боротьбу з наркотиками і алкоголем, сексуальне насильство і її дні з Runaways.
У 2010 році вийшов фільм «Раневейс», музична біографічна драма, у центрі якої — стосунки між Шері Каррі та Джоанн Джетт. У фільмі роль Каррі грає Дакота Феннінг.
На 2011 рік анонсований новий альбом Каррі (перший, починаючи з 1980 року), продюсером якого став Метт Сорум, барабанщик Guns N 'Roses.
У 2013 році Каррі виконала камео в 16 серії 4 сезону серіалу «Сховище 13».

## Фільмографія
- 2013 — Сховище 13 / Warehouse 13
- 1984 — Готель «Нікому не скажу» / The Rosebud Beach Hotel
- 1983 — Сутінкова зона (фільм) / Twilight Zone: The Movie
- 1983 — Паразит / Parasite